# Municipio de Morgan (condado de Lawrence)
El municipio de Morgan (en inglés: Morgan Township) es un municipio ubicado en el condado de Lawrence en el estado estadounidense de Arkansas. En el año 2010 tenía una población de 562 habitantes y una densidad poblacional de 4,89 personas por km².

## Geografía
El municipio de Morgan se encuentra ubicado en las coordenadas 35°57′26″N 91°13′33″O / 35.95722, -91.22583. Según la Oficina del Censo de los Estados Unidos, el municipio tiene una superficie total de 114.87 km², de la cual 112,83 km² corresponden a tierra firme y (1,78 %) 2,04 km² es agua.

## Demografía
Según el censo de 2010, había 562 personas residiendo en el municipio de Morgan. La densidad de población era de 4,89 hab./km². De los 562 habitantes, el municipio de Morgan estaba compuesto por el 99,29 % blancos y el 0,71 % eran de una mezcla de razas. Del total de la población el 1,78 % eran hispanos o latinos de cualquier raza.